# Efraím Basílio Krevey
Dom Efraim Basílio Krevey O.S.B.M. (Ipiranga, 12 de dezembro de 1928 - Curitiba, 3 de abril de 2012) foi um eparca de São João Batista em Curitiba dos Ucranianos.

## Biografia
Efraim nasceu na colônia Saltinho, então distrito de Ivaí, subordinado ao município de Ipiranga, onde cursou os estudos primários. Ingressou no Seminário São José, em Prudentópolis, em 1940, e em 1943, no noviciado dos padres basilianos, na mesma cidade. Cursou Filosofia em Iracema e também estudou na Pontifícia Universidade Gregoriana em Roma. Fez seus votos solenes em 1 de janeiro de 1950, sendo ordenado diácono em 25 de março de 1951, no Colégio de São Josafat em Roma, através do Bispo Ivan Bucko, que também o ordenou ao sacerdócio em 12 de novembro de 1951. Atuou como reitor e professor no Seminário São José; foi superior do mosteiro São Josafat e mestre do noviciado das Irmãs Maria Imaculada em Prudentópolis.
Foi nomeado pela Santa Sé em 29 de novembro de 1971 como eparca-coadjutor de São João Batista em Curitiba dos Ucranianos, com a sé titular de Cafa. Recebeu a ordenação episcopal em 13 de fevereiro de 1972, das mãos do Papa Paulo VI, na Basílica de São Pedro. Os principais co-consagradores foram o Cardeal Bernardus Johannes Alfrink, Arcebispo de Utrecht, e o Cardeal William John Conway, Arcebispo de Armagh.
Em 1972, Dom Efraím iniciou a construção da sede eparquial, em Curitiba, e esteve à frente da Casa de Repouso para Idosos Nossa Senhora do Amparo, no município de Marcelino Ramos. Foi responsável pela construção do Centro Religioso-Cultural Ucraniano Poltava, em Curitiba, e participava ativamente de congressos dos profissionais e da juventude ucraniana no Brasil.
Tornou-se o segundo eparca da eparquia São João Batista em 10 de maio de 1978, cargo que exerceu até o dia 13 de dezembro de 2006, quando tornou-se emérito. Faleceu de complicações de um câncer no fígado, e foi sepultado na cripta da Catedral Ucraniana São João Batista, em Curitiba.